# Ford Fairmont
La Ford Fairmont è un'autovettura prodotta dalla casa automobilistica statunitense Ford dal 1977 al 1983.

## Profilo e contesto

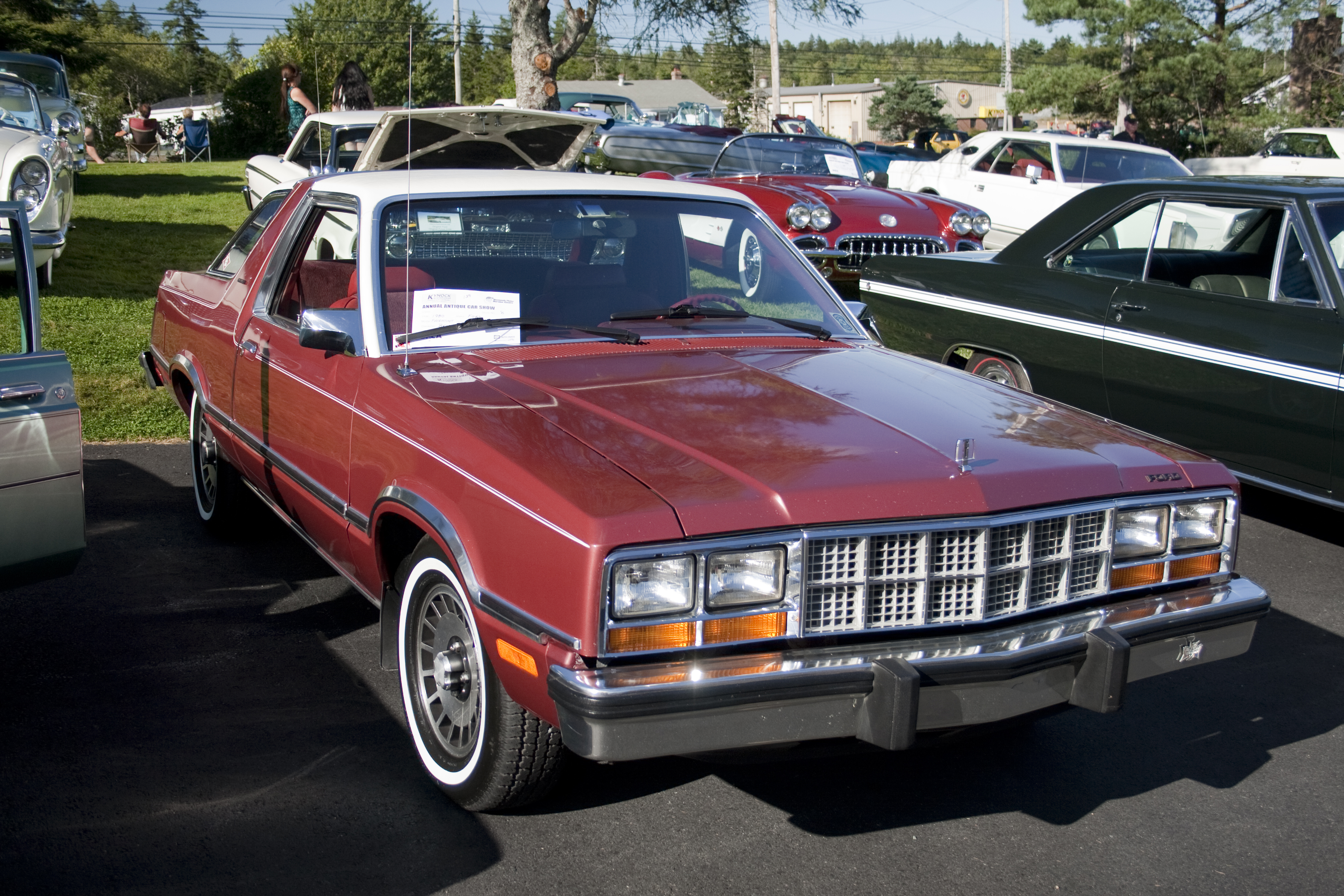
Fairmont Futura

La Fairmont era costruita sulla cosiddetta piattaforma Fox in comune con la Mustang a trazione posteriore andando a sostituire la Ford Maverick. Furono offerte tre varianti di carrozzeria: una berlina a quattro porte, a due porte, una station wagon a cinque porte e una coupé a due porte; quest'ultima fu inizialmente chiamata Fairmont Futura e era caratterizzata dal frontale ridisegnato dotato di doppi fari rettangolari anziché singoli come sulle altre versioni.
Le motorizzazioni disponibili al lancio erano un quattro cilindri in linea da 2,3 litri con 65 kW (89 CV), un sei cilindri in linea da 3,3 litri con 63 kW (86 CV) o un V8 da 4942 cm³ da 104 kW (141 CV). La trasmissione era affidata ad un cambio manuale a tre o quattro velocità o ad un automatico a tre velocità. Dal 1979 era disponibile su richiesta come optional anche un cambio a quattro marce con overdrive.
Nel 1980 il 4,9 litri fu sostituito da un 4,2 litri sempre V8 da 89 kW/121 CV. Nel 1982 le versioni ES (che era la variante più sportiveggiante) e la station wagon furono tolte dal listino, mentre la berlina fu rinominata Fairmont Futura e ricevendo i doppi fari della due porte.
Nel 1983 la produzione della Fairmont fu interrotta venendo soppiantata dalla Ford Tempo.